# Anju, Hubei
Anju är en köping i Kina. Den ligger i provinsen Hubei, i den centrala delen av landet, omkring 170 kilometer nordväst om provinshuvudstaden Wuhan. Antalet invånare är 54 693. Befolkningen består av 27 105 kvinnor och 27 588 män. Barn under 15 år utgör 12,0 %, vuxna 15-64 år 77 %, och äldre över 65 år 10,0 %.
Runt Anju är det ganska tätbefolkat, med 239 invånare per kvadratkilometer. Närmaste större samhälle är Suizhou, 15,8 km öster om Anju. Trakten runt Anju består till största delen av jordbruksmark.
Genomsnittlig årsnederbörd är 1 128 millimeter. Den regnigaste månaden är september, med i genomsnitt 179 mm nederbörd, och den torraste är december, med 10 mm nederbörd.